# 乌韦-延斯·梅伊
乌韦-延斯·梅伊（德語：Uwe-Jens Mey，1963年12月13日—），德国男子速度滑冰运动员。他曾代表东德获得1988年冬季奥运会速度滑冰比赛男子500米金牌和1000米银牌，代表德国获得1992年冬季奥运会男子500米金牌。